# Grasfliegen
Die Grasfliegen, auch Saftfliegen oder Wiesenfliegen, (Opomyzidae) sind eine Familie relativ kleiner, schlanker Fliegen, deren Larven in Gräsern minieren. Viele der Arten haben mit Punkten oder unscharfen Flecken gezeichnete Flügel.

## Beschreibung
Es handelt sich um 2–5 mm lange, relativ schlank gebaute Fliegen. Der Körper ist meist orange oder schwarz gefärbt.
Bei den Fühlern ist das dritte Fühlerglied relativ kurz und gedrungen, und vom zweiten Fühlerglied abwärts geneigt sind. Vibrissenborsten fehlen. Es gibt aber ein Paar Orbitalborsten (am vorderen Augenrand), die nach hinten gerichtet sind. Ein kleines Ozellendreieck ist vorhanden.

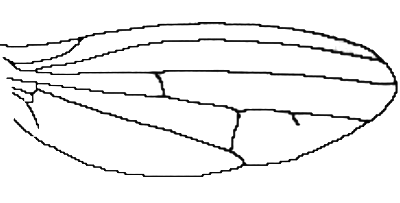
Opomyza florum, Flügeladerung.

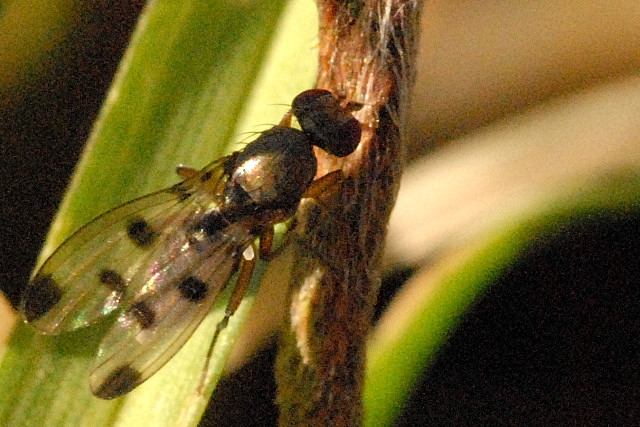
Geomyza tripunctata

Die mehr oder weniger schlanken Flügel sind meist mit schwarzen oder dunkleren Flecken gezeichnet, oder zumindest die Flügelspitzen sind verdunkelt. Bei der Flügeladerung sind die langen, an der Flügelspitze sich annähernden Radien r23 und r45 auffällig. r1 ist kurz bzw. mit der Subcosta verschmolzen. Die Flügel besitzen zwei Queradern, die oft dunkel umwölkt sind.

## Biologie
Die Imagines findet man auf trockenen wie auf feuchten Wiesen, ebenso in der Gras- und Krautschicht in Wäldern und in der Nähe von Wäldern. Sie sind mit bis zu sechs Monaten ausgesprochen langlebig und lassen sich deshalb zu fast jeder Jahreszeit finden.
Soweit bekannt, legen die Imagines ihre Eier an die Basis von Süßgräsern. Die Larven fressen sich in die Halme hinein und ernähren sich dann von den jungen Blättern der Pflanze, deren Weiterwachstum sie dadurch zum Erliegen bringen können.
Die Entwicklung der Larven dauert ca. 30–40 Tage. Die Larven verlassen schließlich die Pflanze und verpuppen sich in der Erde.

## Verbreitung
Die Familie ist vor allem holarktisch verbreitet. Einige Arten kommen im südlichen und im östlichen Afrika vor.

## Europäische Gattungen
In Europa kommen drei Gattungen mit ca. 33 Arten vor. Angegeben sind außerdem die in Mitteleuropa häufigsten Arten.
- Anomalochaeta
- Geomyza
  - Geomyza balachowskyi
  - Geomyza combinata
  - Geomyza tripunctata
- Opomyza
  - Opomyza florum
  - Opomyza germinationis

## Belege